# 萬成環球控股
'萬成環球控股有限公司，簡稱萬成環球控股（英語：Man Shing Global Holdings Limited，港交所：8309），在1987年，由黃萬成及主席萬創成，財務總監為陳承義。於香港（總部）成立「萬成清潔公司」，在香港經營多類清潔型服務。

股份在2017年4月13日於港交所創業板上市。
配售股份價格為0.28至0.32港元之間，配售股份數目為1.5億股，而集資額為2030萬港元。
2019年，萬成環球控股以480萬港元收購祈德仁物業管理有限公司。
2020年8月，附屬萬成清潔因違規被暫停競投食環署的清潔服務合約，並罰款6,000港元。
2021年3月22日，萬成環球旗下萬成清潔於2020年6月19日違反《職業安全及健康條例》，因而被暫停競投食物環境衛生署的清潔服務合約，自2020年6月19日起計為期5年，其後向香港特區政府財經事務及庫務局（庫務科）下設中央投標委員會上訴，直至於2021年3月19日，經上訴後減至1年5個月。

## 外部連結
- （页面存档备份，存于）